# Оберцайринг (судебный округ)
Судебный округ Оберцайринг (нем. Gerichtsbezirk Oberzeiring) — бывший судебный округ и, одновременно, бывший налоговый участок (налоговое управление) в Австрии, в федеральной земле Штирия.
Судебный округ Оберцайринг включал в себя территориальную юрисдикцию в районном суде Оберцайринг и подчинялся вышестоящему государственному суду компетентной юрисдикции федеральной земли Штирия — земельному суду в Леобене. Он охватывал северную часть политического округа Юденбург (в настоящее время — политический округ Мурталь) и в 1976 году в результате реорганизации был ликвидирован с присоединением к судебному округу Юденбург.
По данным «Географического справочника Штирии (часть 2), 2015.08.31» население бывшего судебного округа в старых и новых границах (приведены данные переписей за 1772-2011 гг. и текущий учёт на конец года) было следующим А): « … 1772: *5500 E, 1782: 828-5740, 1812: 877-4751, 1837: 856-5082, 1846: 5135, 1851: 5464, 1869: 979-6016, 1880: 5947, 1890: 5850, 1900: 6001, 1910: 5999, 1923: 5764, 1934: 6251, 1939: 6301, 1951: 931-6312, 1961: 1080-6307, 1971: 1263-5939, 1981: 1341-5426, 1991: 1502-5214, 2001: 1726-4967, 2011: 1809-4459, 2012: 4403, 2013: 4381 (alte Abgrenzung). — 2011: 1581-3748, 2012: 3708, 2013: 3687, 2014: 3655 (neue Abgrenzung).
1976 aufgelöst. — G (neue Abgrenzung): Hohentauern, Pölstal, Pusterwald. — Die ehem. G Oberkurzheim zählt jetzt zum ehem. Gerichtsbezirk Judenburg. — 1770: G Oberkurzheim geschätzt. — Q 1445: 9 Pfarren in den Bezirken Judenburg und Murau hatten 1445: 1637, 1782: 2589 H. Ein knappes Drittel davon entfiel 1782 auf den ehem. Gerichtsbezirk Oberzeiring (Pfarren St. Oswald, Oberzeiring, teilweise Pöls), woraus sich die Schätzung ergibt.»
- Примечание: А) Первый показатель — количество жилых зданий (при его отсутствии — население судебного округа), второй показатель — население судебного округа.

## История
В результате революции 1848 года в Австрийской империи, которая была направлена в первую очередь против монархического абсолютизма, одним из направлений стало также создание новых административных органов, включая и судебные округа.

### Решение о создании судебного округа
В 1849 году было обнародовано решение Государственной судебной комиссии о создании судебного округа Оберцайринг (нем. Gerichtsbezirk Oberzeiring). Округ первоначально включал в себя семь общин (приходов): Brettstein, Hohenthauern, Oberkurzheim, Oberzeiring, Oswald, Pusterwald и St. Johann.
По данным переписи 1846 года территория округа составляла 49 719,05 га, население — 5 135 чел. Плотность населения — 10,33 чел./км2; землеобеспеченность с учётом внутренних вод — 96 824 м2/чел.
| Таблица 1. Состав судебного округа Оберцайринг по данным переписи 1846 года (политические общины) | Таблица 1. Состав судебного округа Оберцайринг по данным переписи 1846 года (политические общины) | Таблица 1. Состав судебного округа Оберцайринг по данным переписи 1846 года (политические общины) | Таблица 1. Состав судебного округа Оберцайринг по данным переписи 1846 года (политические общины) | Таблица 1. Состав судебного округа Оберцайринг по данным переписи 1846 года (политические общины) | Таблица 1. Состав судебного округа Оберцайринг по данным переписи 1846 года (политические общины) | Таблица 1. Состав судебного округа Оберцайринг по данным переписи 1846 года (политические общины) | Таблица 1. Состав судебного округа Оберцайринг по данным переписи 1846 года (политические общины) |
| № п/п                                                                                             | Текущий номер                                                                                     | Название политических общин                                                                       | Немецкое название                                                                                 | Кадастровая площадь в 1846 г., га                                                                 | Население, чел.                                                                                   | Плотность населения, чел./км²                                                                     | Земле-обеспеченность, м²/чел.                                                                     |
| ------------------------------------------------------------------------------------------------- | ------------------------------------------------------------------------------------------------- | ------------------------------------------------------------------------------------------------- | ------------------------------------------------------------------------------------------------- | ------------------------------------------------------------------------------------------------- | ------------------------------------------------------------------------------------------------- | ------------------------------------------------------------------------------------------------- | ------------------------------------------------------------------------------------------------- |
| 1                                                                                                 | 27                                                                                                | Бреттштайн                                                                                        | Brettstein                                                                                        | 9.123,93                                                                                          | 575                                                                                               | 6,30                                                                                              | 158.677                                                                                           |
| 2                                                                                                 | 32                                                                                                | Оберкурцхайм                                                                                      | Oberkurzheim                                                                                      | 2.914,54                                                                                          | 542                                                                                               | 18,60                                                                                             | 53.774                                                                                            |
| 3                                                                                                 | 26                                                                                                | Оберцайринг                                                                                       | Oberzeiring                                                                                       | 3.832,61                                                                                          | 1040                                                                                              | 27,14                                                                                             | 36.852                                                                                            |
| 4                                                                                                 | 28                                                                                                | Освальд                                                                                           | Oswald                                                                                            | 5.622,00                                                                                          | 1271                                                                                              | 22,61                                                                                             | 44.233                                                                                            |
| 5                                                                                                 | 29                                                                                                | Пустервальд                                                                                       | Pusterwald                                                                                        | 10.513,82                                                                                         | 655                                                                                               | 6,23                                                                                              | 160.516                                                                                           |
| 6                                                                                                 | 30                                                                                                | Санкт-Иоганн                                                                                      | St. Johann                                                                                        | 8.450,98                                                                                          | 760                                                                                               | 8,99                                                                                              | 111.197                                                                                           |
| 7                                                                                                 | 31                                                                                                | Хоэнтауэрн                                                                                        | Hohenthauern                                                                                      | 9.261,17                                                                                          | 292                                                                                               | 3,15                                                                                              | 317.163                                                                                           |
| -                                                                                                 | 16.2                                                                                              | Оберцайринг                                                                                       | Oberzeiring                                                                                       | 49.719,05                                                                                         | 5.135                                                                                             | 10,33                                                                                             | 96.824                                                                                            |

| Таблица 2. Состав судебного округа Оберцайринг по данным переписи 1846 года (кадастровые общины) | Таблица 2. Состав судебного округа Оберцайринг по данным переписи 1846 года (кадастровые общины) | Таблица 2. Состав судебного округа Оберцайринг по данным переписи 1846 года (кадастровые общины) | Таблица 2. Состав судебного округа Оберцайринг по данным переписи 1846 года (кадастровые общины) | Таблица 2. Состав судебного округа Оберцайринг по данным переписи 1846 года (кадастровые общины) | Таблица 2. Состав судебного округа Оберцайринг по данным переписи 1846 года (кадастровые общины) | Таблица 2. Состав судебного округа Оберцайринг по данным переписи 1846 года (кадастровые общины) | Таблица 2. Состав судебного округа Оберцайринг по данным переписи 1846 года (кадастровые общины) | Таблица 2. Состав судебного округа Оберцайринг по данным переписи 1846 года (кадастровые общины) |
| № п/п                                                                                            | Кадастровый номер (2015)                                                                         | Название кадастровых общин                                                                       | Немецкое название                                                                                | Кадастровая площадь в 1846 г., м²                                                                | Население, чел.                                                                                  | Плотность населения, чел./км²                                                                    | Земле-обеспеченность, м²/чел.                                                                    | Политическая община                                                                              |
| ------------------------------------------------------------------------------------------------ | ------------------------------------------------------------------------------------------------ | ------------------------------------------------------------------------------------------------ | ------------------------------------------------------------------------------------------------ | ------------------------------------------------------------------------------------------------ | ------------------------------------------------------------------------------------------------ | ------------------------------------------------------------------------------------------------ | ------------------------------------------------------------------------------------------------ | ------------------------------------------------------------------------------------------------ |
| 1                                                                                                | 65601                                                                                            | Бреттштайн                                                                                       | Brettstein                                                                                       | 91.239.298,33                                                                                    | 575                                                                                              | 6,30                                                                                             | 158.677                                                                                          | Бреттштайн                                                                                       |
| 2                                                                                                | 65603                                                                                            | Мёдербругг                                                                                       | Möderbrugg                                                                                       | 19.751.217,32                                                                                    | 595                                                                                              | 30,12                                                                                            | 33.195                                                                                           | Освальд                                                                                          |
| 3                                                                                                | 65604                                                                                            | Оберкурцхайм                                                                                     | Oberkurzheim                                                                                     | 14.238.659,18                                                                                    | 335                                                                                              | 23,53                                                                                            | 42.503                                                                                           | Оберкурцхайм                                                                                     |
| 4                                                                                                | 65605                                                                                            | Оберцайринг                                                                                      | Oberzeiring                                                                                      | 38.326.092,40                                                                                    | 1040                                                                                             | 27,14                                                                                            | 36.852                                                                                           | Оберцайринг                                                                                      |
| 5                                                                                                | 65606                                                                                            | Пустервальд                                                                                      | Pusterwald                                                                                       | 105.138.196,27                                                                                   | 655                                                                                              | 6,23                                                                                             | 160.516                                                                                          | Пустервальд                                                                                      |
| 7                                                                                                | 65607                                                                                            | Санкт-Иоганн-Зоннзайте                                                                           | St. Johann Sonnseite                                                                             | 49.945.066,12                                                                                    | 527                                                                                              | 10,55                                                                                            | 94.772                                                                                           | Санкт-Иоганн                                                                                     |
| 8                                                                                                | 65608                                                                                            | Санкт-Иоганн-Шаттзайте                                                                           | St. Johann Schattseite                                                                           | 34.564.757,99                                                                                    | 233                                                                                              | 6,74                                                                                             | 148.347                                                                                          | Санкт-Иоганн                                                                                     |
| 6                                                                                                | 65609                                                                                            | Санкт-Освальд                                                                                    | St. Oswald                                                                                       | 36.468.771,06                                                                                    | 676                                                                                              | 18,54                                                                                            | 53.948                                                                                           | Освальд                                                                                          |
| 9                                                                                                | 65610                                                                                            | Унтерцайринг                                                                                     | Unterzeiring                                                                                     | 14.906.751,47                                                                                    | 207                                                                                              | 13,89                                                                                            | 72.013                                                                                           | Оберкурцхайм                                                                                     |
| 10                                                                                               | 65602                                                                                            | Хоэнтауэрн                                                                                       | Hohenthauern                                                                                     | 92.611.668,84                                                                                    | 292                                                                                              | 3,15                                                                                             | 317.163                                                                                          | Хоэнтауэрн                                                                                       |
| -                                                                                                | 656                                                                                              | Оберцайринг                                                                                      | Oberzeiring                                                                                      | 497.190.478,98                                                                                   | 5.135                                                                                            | 10,33                                                                                            | 96.824                                                                                           | -                                                                                                |

### Формирование судебного округа
Судебный округ Оберцайринг (территория округа — 8,6 австрийских кв. миль, население на 31.10.1857 г.— 5 942 чел.) сформирован в 1868 году при разделении политической и судебной власти и вместе с судебными округами Книттельфельд, Обдах и Юденбург вошёл в состав политического округа Юденбург.
Изменение численности населения на территории судебного округа в 1772—2011 гг. по данным налоговых, поместных, военных, церковно-приходских, судебных (1772—1863 гг.) и общенациональных (в том числе пробных и регистрационных) переписей за 1869—2011 гг.
Данные по Quelle: Statistik Austria; Historisches Ortslexikon Steiermark. Teil 1, 2. Datenbestand: 30.6.2011; 31.8.2014; 31.8.2015…; Gemeindeverzeichnis 1880; Gemeindeverzeichnis 1890; Gemeindelexikon KK 04 (Gemeindeverzeichnis 1900); Gemeindeverzeichnis 1910; Gemeindeverzeichnis 1939; Ortsverzeichnis 2001: Steiermark (нем.).
К 1880 году политические общины Освальд и Санкт-Иоганн были переименовали соответственно в Санкт-Освальд и в Санкт-Иоганн-ам-Тауэрн. В период 1881-1889 гг. община Бреттштайн была переименована в Бретштайн.

### Послевоенный период
После Первой мировой войны к судебному округу Юденбург (политический округ Юденбург) 1 июня 1923 года был присоединён судебный округ Обдах. Затем в 1946 году количество судебных округов вновь уменьшилось в политическом округе Юденбург из-за выделения из его состава судебного округа Книттельфельд с преобразованием его в независимый политический округ.
За период прошедший с момента Второй Мировой Войны в судебном округе Оберцайринг была переименована только одна из семи политических общин, первоначально входивших в его состав.
| Таблица 3. Переименованная община бывшего судебного округа Оберцайринг | Таблица 3. Переименованная община бывшего судебного округа Оберцайринг | Таблица 3. Переименованная община бывшего судебного округа Оберцайринг | Таблица 3. Переименованная община бывшего судебного округа Оберцайринг | Таблица 3. Переименованная община бывшего судебного округа Оберцайринг | Таблица 3. Переименованная община бывшего судебного округа Оберцайринг | Таблица 3. Переименованная община бывшего судебного округа Оберцайринг | Таблица 3. Переименованная община бывшего судебного округа Оберцайринг | Таблица 3. Переименованная община бывшего судебного округа Оберцайринг |
| № п/п                                                                  | Идентифика-ционный код                                                 | Старое название политической общины                                    | Новое название политической общины                                     | Немецкое название                                                      | Судебный округ                                                         | Политический округ                                                     | Дата вступления в силу                                                 | Основание (Gesetzliche bzw. amtl. Grundlagen)                          |
| ---------------------------------------------------------------------- | ---------------------------------------------------------------------- | ---------------------------------------------------------------------- | ---------------------------------------------------------------------- | ---------------------------------------------------------------------- | ---------------------------------------------------------------------- | ---------------------------------------------------------------------- | ---------------------------------------------------------------------- | ---------------------------------------------------------------------- |
| 1                                                                      | -                                                                      | Санкт-Освальд                                                          | Санкт-Освальд-Мёдербругг                                               | Sankt Oswald-Möderbrugg                                                | Юденбург                                                               | Юденбург                                                               | 01.06.1951                                                             | LGBL. STM. Nr. 037/1951                                                |

### Ликвидация судебного округа
В 1976 году федеральное правительство своим указом приняло решение о роспуске судебного округа Оберцайринг (кодовый номер 6082) и юрисдикция судебного округа Юденбург (кодовый номер 6081) с 1 октября 1976 года полностью распространяется на весь бывший политический округ Юденбург.

### Состав судебного округа
Окружной суд на момент его ликвидации состоял из семи политических общин: Бретштайн, Оберкурцхайм, Оберцайринг, Пустервальд, Санкт-Иоганн-ам-Тауэрн, Санкт-Освальд-Мёдербругг и Хоэнтауэрн (см. табл. 4) и десяти кадастровых общин (см. табл. 5).
| Таблица 4. Состав судебного округа Оберцайринг по данным переписи 1971 года (политические общины) | Таблица 4. Состав судебного округа Оберцайринг по данным переписи 1971 года (политические общины) | Таблица 4. Состав судебного округа Оберцайринг по данным переписи 1971 года (политические общины) | Таблица 4. Состав судебного округа Оберцайринг по данным переписи 1971 года (политические общины) | Таблица 4. Состав судебного округа Оберцайринг по данным переписи 1971 года (политические общины) | Таблица 4. Состав судебного округа Оберцайринг по данным переписи 1971 года (политические общины) | Таблица 4. Состав судебного округа Оберцайринг по данным переписи 1971 года (политические общины) | Таблица 4. Состав судебного округа Оберцайринг по данным переписи 1971 года (политические общины) |
| № п/п                                                                                             | Идентифика-ционный код                                                                            | Название общин                                                                                    | Немецкое название                                                                                 | Кадастровая площадь в 2015 г., га                                                                 | Население, чел.                                                                                   | Плотность населения, чел./км²                                                                     | Землеобеспеченность, м²/чел.                                                                      |
| ------------------------------------------------------------------------------------------------- | ------------------------------------------------------------------------------------------------- | ------------------------------------------------------------------------------------------------- | ------------------------------------------------------------------------------------------------- | ------------------------------------------------------------------------------------------------- | ------------------------------------------------------------------------------------------------- | ------------------------------------------------------------------------------------------------- | ------------------------------------------------------------------------------------------------- |
| 1                                                                                                 | 6 08 02                                                                                           | Бретштайн                                                                                         | Bretstein                                                                                         | 9.123,93                                                                                          | 442                                                                                               | 4,84                                                                                              | 206.424                                                                                           |
| 2                                                                                                 | 6 08 11                                                                                           | Оберкурцхайм                                                                                      | Oberkurzheim                                                                                      | 2.914,54                                                                                          | 777                                                                                               | 26,66                                                                                             | 37.510                                                                                            |
| 3                                                                                                 | 6 08 13                                                                                           | Оберцайринг                                                                                       | Oberzeiring                                                                                       | 3.832,61                                                                                          | 1102                                                                                              | 28,75                                                                                             | 34.779                                                                                            |
| 4                                                                                                 | 6 08 15                                                                                           | Пустервальд                                                                                       | Pusterwald                                                                                        | 10.513,82                                                                                         | 681                                                                                               | 6,48                                                                                              | 154.388                                                                                           |
| 5                                                                                                 | 6 08 19                                                                                           | Санкт-Иоганн-ам-Тауэрн                                                                            | Sankt Johann am Tauern                                                                            | 8.450,98                                                                                          | 644                                                                                               | 7,62                                                                                              | 131.226                                                                                           |
| 6                                                                                                 | 6 08 20                                                                                           | Санкт-Освальд-Мёдербругг                                                                          | Sankt Oswald-Möderbrugg                                                                           | 5.622,00                                                                                          | 1506                                                                                              | 26,79                                                                                             | 37.331                                                                                            |
| 7                                                                                                 | 6 08 05                                                                                           | Хоэнтауэрн                                                                                        | Hohenthauern                                                                                      | 9.261,17                                                                                          | 787                                                                                               | 8,50                                                                                              | 117.677                                                                                           |
| -                                                                                                 | 6082                                                                                              | Оберцайринг                                                                                       | Oberzeiring                                                                                       | 49.719,05                                                                                         | 5.939                                                                                             | 11,95                                                                                             | 83.716                                                                                            |

| Таблица 5. Состав судебного округа Оберцайринг по данным переписи 1971 года (кадастровые общины) | Таблица 5. Состав судебного округа Оберцайринг по данным переписи 1971 года (кадастровые общины) | Таблица 5. Состав судебного округа Оберцайринг по данным переписи 1971 года (кадастровые общины) | Таблица 5. Состав судебного округа Оберцайринг по данным переписи 1971 года (кадастровые общины) | Таблица 5. Состав судебного округа Оберцайринг по данным переписи 1971 года (кадастровые общины) | Таблица 5. Состав судебного округа Оберцайринг по данным переписи 1971 года (кадастровые общины) | Таблица 5. Состав судебного округа Оберцайринг по данным переписи 1971 года (кадастровые общины) | Таблица 5. Состав судебного округа Оберцайринг по данным переписи 1971 года (кадастровые общины) | Таблица 5. Состав судебного округа Оберцайринг по данным переписи 1971 года (кадастровые общины) |
| № п/п                                                                                            | Кадастровый номер (2015)                                                                         | Название кадастровых общин                                                                       | Немецкое название                                                                                | Кадастровая площадь в 2015 г., м²                                                                | Население, чел.                                                                                  | Плотность населения, чел./км²                                                                    | Земле-обеспеченность, м²/чел.                                                                    | Политическая община                                                                              |
| ------------------------------------------------------------------------------------------------ | ------------------------------------------------------------------------------------------------ | ------------------------------------------------------------------------------------------------ | ------------------------------------------------------------------------------------------------ | ------------------------------------------------------------------------------------------------ | ------------------------------------------------------------------------------------------------ | ------------------------------------------------------------------------------------------------ | ------------------------------------------------------------------------------------------------ | ------------------------------------------------------------------------------------------------ |
| 1                                                                                                | 65601                                                                                            | Бретштайн                                                                                        | Bretstein                                                                                        | 91.239.298,33                                                                                    | 442                                                                                              | 4,84                                                                                             | 206.424                                                                                          | Бретштайн                                                                                        |
| 2                                                                                                | 65603                                                                                            | Мёдербругг                                                                                       | Möderbrugg                                                                                       | 19.751.217,32                                                                                    | 875                                                                                              | 44,30                                                                                            | 22.573                                                                                           | Санкт-Освальд-Мёдербругг                                                                         |
| 3                                                                                                | 65604                                                                                            | Оберкурцхайм                                                                                     | Oberkurzheim                                                                                     | 14.238.659,18                                                                                    | 317                                                                                              | 22,26                                                                                            | 44.917                                                                                           | Оберкурцхайм                                                                                     |
| 4                                                                                                | 65605                                                                                            | Оберцайринг                                                                                      | Oberzeiring                                                                                      | 38.326.092,40                                                                                    | 1102                                                                                             | 28,75                                                                                            | 34.779                                                                                           | Оберцайринг                                                                                      |
| 5                                                                                                | 65606                                                                                            | Пустервальд                                                                                      | Pusterwald                                                                                       | 105.138.196,27                                                                                   | 681                                                                                              | 6,48                                                                                             | 154.388                                                                                          | Пустервальд                                                                                      |
| 7                                                                                                | 65607                                                                                            | Санкт-Иоганн-Зоннзайте                                                                           | St. Johann Sonnseite                                                                             | 49.945.066,12                                                                                    | 466                                                                                              | 9,33                                                                                             | 107.178                                                                                          | Санкт-Иоганн-ам-Тауэрн                                                                           |
| 8                                                                                                | 65608                                                                                            | Санкт-Иоганн-Шаттзайте                                                                           | St. Johann Schattseite                                                                           | 34.564.757,99                                                                                    | 178                                                                                              | 5,15                                                                                             | 194.184                                                                                          | Санкт-Иоганн-ам-Тауэрн                                                                           |
| 6                                                                                                | 65609                                                                                            | Санкт-Освальд                                                                                    | St. Oswald                                                                                       | 36.468.771,06                                                                                    | 631                                                                                              | 17,30                                                                                            | 57.795                                                                                           | Санкт-Освальд-Мёдербругг                                                                         |
| 9                                                                                                | 65610                                                                                            | Унтерцайринг                                                                                     | Unterzeiring                                                                                     | 14.906.751,47                                                                                    | 460                                                                                              | 30,86                                                                                            | 32.406                                                                                           | Оберкурцхайм                                                                                     |
| 10                                                                                               | 65602                                                                                            | Хоэнтауэрн                                                                                       | Hohenthauern                                                                                     | 92.611.668,84                                                                                    | 787                                                                                              | 8,50                                                                                             | 117.677                                                                                          | Хоэнтауэрн                                                                                       |
| -                                                                                                | 656                                                                                              | Оберцайринг                                                                                      | Oberzeiring                                                                                      | 497.190.478,98                                                                                   | 5.939                                                                                            | 11,95                                                                                            | 83.716                                                                                           | -                                                                                                |

## Современное положение

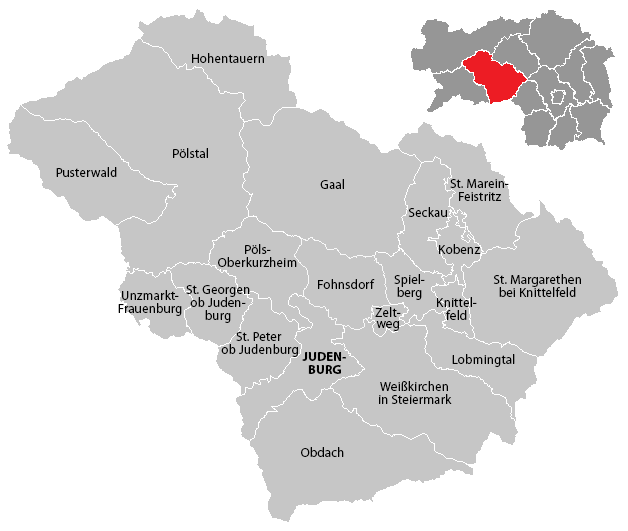
Общины округа Мурталь

Данный раздел охватывает период с 1 октября 1976 года по настоящее время.

### Реорганизация общин
С момента ликвидации судебного округа Оберцайринг на территории, подвластной его бывшей юрисдикции, остались лишь только три полноценные политические общины из семи, первоначально входивших в его состав.
Реорганизация в упразднённом судебном округе Оберцайринг, вошедшем в состав судебного округа Юденбург, за период с 1 октября 1976 года заключалась в следующем:
- перерегистрация политических общин, связанная со слиянием политических округов Книттельфельд и Юденбург в политический округ Мурталь (см. табл. 6);
- упразднение, слияние и объединение политических общин (см. табл. 7).

#### Переименование
За период прошедший с момента ликвидации судебного округа Оберцайринг политические общины, первоначально входившие в его состав, не переименовывались.

#### Преобразование
За данный период преобразований политических общин из одного вида в другой со сменой статуса на территории бывшего судебного округа Оберцайринг не отмечалось.

#### Выделение (отделение, разделение и разъединение)
Разделения (разбиения) существующих политических общин бывшего судебного округа Оберцайринг на более мелкие, как и разъединения ранее объединившихся между собой, входивших в первоначальный состав данного судебного округа, за данный период не происходило.

#### Перерегистрация
При слиянии 1 января 2012 года политических округов Книттельфельд и Юденбург во вновь образованный политический округ Мурталь политическим общинам были присвоены новые идентификационные коды:
| Таблица 6. Идентификационные коды политических общин бывшего судебного округа Оберцайринг с 1971 года | Таблица 6. Идентификационные коды политических общин бывшего судебного округа Оберцайринг с 1971 года | Таблица 6. Идентификационные коды политических общин бывшего судебного округа Оберцайринг с 1971 года | Таблица 6. Идентификационные коды политических общин бывшего судебного округа Оберцайринг с 1971 года | Таблица 6. Идентификационные коды политических общин бывшего судебного округа Оберцайринг с 1971 года | Таблица 6. Идентификационные коды политических общин бывшего судебного округа Оберцайринг с 1971 года |
| № п/п                                                                                                 | Политическая община                                                                                   | Немецкое название                                                                                     | Идентификационные коды до 2012 года                                                                   | Идентификационные коды (2012—-2014)                                                                   | Идентификационные коды с 2015 года                                                                    |
| --- | --- | --- | --- | --- | --- |
| 1 | Бретштайн                                                                                             | Bretstein                                                                                             | 6 08 02                                                                                               | 6 20 03                                                                                               | см. Пёльсталь                                                                                         |
| 2 | Оберкурцхайм                                                                                          | Oberkurzheim                                                                                          | 6 08 11                                                                                               | 6 20 17                                                                                               | см. Пёльс-Оберкурцхайм (часть)                                                                        |
| 3 | Оберцайринг                                                                                           | Oberzeiring                                                                                           | 6 08 13                                                                                               | 6 20 19                                                                                               | см. Пёльсталь                                                                                         |
| 4 | Пёльс-Оберкурцхайм (часть)                                                                            | Pöls-Oberkurzheim (Teil)                                                                              | - | - | 6 20 43                                                                                               |
| 5 | Пёльсталь                                                                                             | Pölstal                                                                                               | - | - | 6 20 44                                                                                               |
| 6 | Пустервальд                                                                                           | Pusterwald                                                                                            | 6 08 15                                                                                               | 6 20 21                                                                                               | 6 20 21                                                                                               |
| 7 | Санкт-Иоганн-ам-Тауэрн                                                                                | Sankt Johann am Tauern                                                                                | 6 08 19                                                                                               | 6 20 27                                                                                               | см. Пёльсталь                                                                                         |
| 8 | Санкт-Освальд-Мёдербругг                                                                              | Sankt Oswald-Möderbrugg                                                                               | 6 08 20                                                                                               | 6 20 31                                                                                               | см. Пёльсталь                                                                                         |
| 9 | Хоэнтауэрн                                                                                            | Hohenthauern                                                                                          | 6 08 05                                                                                               | 6 20 10                                                                                               | 6 20 10                                                                                               |

#### Ликвидация, упразднение, слияние и объединение
Одно упразднение и одно слияние политических общин произошло с 1 октября 1976 года по 1 января 2015 года на территории упразднённого судебного округа Оберцайринг, находящегося под полной юрисдикцией судебного округа Юденбург (табл. 7).
Легенда к таблице 7:

- Объединение (выделено "цветом «побег папайи» #FFEFD5) — это присоединение одной или нескольких политических общин к политической общине, сохраняющей своё личное имя (название) для всех присоединённых общин.

| Таблица 7. Список реорганизованных общин бывшего судебного округа Оберцайринг | Таблица 7. Список реорганизованных общин бывшего судебного округа Оберцайринг | Таблица 7. Список реорганизованных общин бывшего судебного округа Оберцайринг | Таблица 7. Список реорганизованных общин бывшего судебного округа Оберцайринг | Таблица 7. Список реорганизованных общин бывшего судебного округа Оберцайринг | Таблица 7. Список реорганизованных общин бывшего судебного округа Оберцайринг | Таблица 7. Список реорганизованных общин бывшего судебного округа Оберцайринг | Таблица 7. Список реорганизованных общин бывшего судебного округа Оберцайринг | Таблица 7. Список реорганизованных общин бывшего судебного округа Оберцайринг | Таблица 7. Список реорганизованных общин бывшего судебного округа Оберцайринг | Таблица 7. Список реорганизованных общин бывшего судебного округа Оберцайринг |
| №                                                                             | Код                                                                           | Название                                                                      | Сочетание [wurde vereinigt mit der (den) Gemeinde(n)]                         | Новое название                                                                | Немецкое название                                                             | Код                                                                           | Код и название политического округа                                           | Дата вступления в силу                                                        | Основание (Gesetzliche bzw. amtl. Grundlagen)                                 |                                                                               |
| ----------------------------------------------------------------------------- | ----------------------------------------------------------------------------- | ----------------------------------------------------------------------------- | ----------------------------------------------------------------------------- | ----------------------------------------------------------------------------- | ----------------------------------------------------------------------------- | ----------------------------------------------------------------------------- | ----------------------------------------------------------------------------- | ----------------------------------------------------------------------------- | ----------------------------------------------------------------------------- | ----------------------------------------------------------------------------- |
| 1                                                                             | 6 20 17                                                                       | Оберкурцхайм                                                                  | Oberkurzheim, Pöls                                                            | Пёльс-Оберкурцхайм                                                            | Pöls-Oberkurzheim                                                             | 6 20 43                                                                       | 620 — Мурталь                                                                 | 01.01.2015                                                                    | LGBL. STM. Nr. 141/2013                                                       |                                                                               |
| 2                                                                             | 6 20 03                                                                       | Бретштайн                                                                     | Oberzeiring, Sankt Johann am Tauern, Sankt Oswald-Möderbrugg                  | Пёльсталь                                                                     | Pölstal                                                                       | 6 20 44                                                                       | 620 — Мурталь                                                                 | 01.01.2015                                                                    | LGBL. STM. Nr. 031/2014                                                       |                                                                               |
| 2                                                                             | 6 20 19                                                                       | Оберцайринг                                                                   | Bretstein, Sankt Johann am Tauern, Sankt Oswald-Möderbrugg                    | Пёльсталь                                                                     | Pölstal                                                                       | 6 20 44                                                                       | 620 — Мурталь                                                                 | 01.01.2015                                                                    | LGBL. STM. Nr. 031/2014                                                       |                                                                               |
| 2                                                                             | 6 20 27                                                                       | Санкт-Иоганн-ам-Тауэрн                                                        | Bretstein, Oberzeiring, Sankt Oswald-Möderbrugg                               | Пёльсталь                                                                     | Pölstal                                                                       | 6 20 44                                                                       | 620 — Мурталь                                                                 | 01.01.2015                                                                    | LGBL. STM. Nr. 031/2014                                                       |                                                                               |
| 2                                                                             | 6 20 31                                                                       | Санкт-Освальд-Мёдербругг                                                      | Bretstein, Oberzeiring, Sankt Johann am Tauern                                | Пёльсталь                                                                     | Pölstal                                                                       | 6 20 44                                                                       | 620 — Мурталь                                                                 | 01.01.2015                                                                    | LGBL. STM. Nr. 031/2014                                                       |                                                                               |

### Территориальная подсудность
С 1 января 2012 года в соответствии с административной реформой в Штирии политические округа Книттельфельд и Юденбург были объединены в единый политический округ Мурталь. По результатам этой реформы судебный округ Книттельфельд (кодовый номер 6091, с 01.01.2012 г. — 6202), территориально совпадавший с политическим округом Книттельфельд, с 1 июля 2013 года вошёл в состав судебного округа Юденбург (кодовый номер 6201), юрисдикция которого полностью распространилась на весь политический округ Мурталь.
| Таблица 8. Состав бывшего судебного округа Оберцайринг по данным первой регистрационной переписи на 31.10.2011 г. (политические общины в старых границах) | Таблица 8. Состав бывшего судебного округа Оберцайринг по данным первой регистрационной переписи на 31.10.2011 г. (политические общины в старых границах) | Таблица 8. Состав бывшего судебного округа Оберцайринг по данным первой регистрационной переписи на 31.10.2011 г. (политические общины в старых границах) | Таблица 8. Состав бывшего судебного округа Оберцайринг по данным первой регистрационной переписи на 31.10.2011 г. (политические общины в старых границах) | Таблица 8. Состав бывшего судебного округа Оберцайринг по данным первой регистрационной переписи на 31.10.2011 г. (политические общины в старых границах) | Таблица 8. Состав бывшего судебного округа Оберцайринг по данным первой регистрационной переписи на 31.10.2011 г. (политические общины в старых границах) | Таблица 8. Состав бывшего судебного округа Оберцайринг по данным первой регистрационной переписи на 31.10.2011 г. (политические общины в старых границах) | Таблица 8. Состав бывшего судебного округа Оберцайринг по данным первой регистрационной переписи на 31.10.2011 г. (политические общины в старых границах) |
| № п/п | Идентифика-ционный код | Название политических общин | Немецкое название | Кадастровая площадь в 2015 г., га | Население, чел. | Плотность населения, чел./км² | Земле-обеспеченность, м²/чел. |
| --- | --- | --- | --- | --- | --- | --- | --- |
| 1 | 6 08 02 (6 20 03) | Бретштайн | Bretstein | 9.141,89 | 310 | 3,39 | 294.900 |
| 2 | 6 08 11 (6 20 17) | Оберкурцхайм | Oberkurzheim | 2.916,02 | 711 | 24,38 | 41.013 |
| 3 | 6 08 13 (6 20 19) | Оберцайринг | Oberzeiring | 3.818,90 | 849 | 22,23 | 44.981 |
| 4 | 6 08 15 (6 20 21) | Пустервальд | Pusterwald | 10.530,39 | 474 | 4,50 | 222.160 |
| 5 | 6 08 19 (6 20 27) | Санкт-Иоганн-ам-Тауэрн | Sankt Johann am Tauern | 8.450,57 | 484 | 5,73 | 174.599 |
| 6 | 6 08 20 (6 20 31) | Санкт-Освальд-Мёдербругг | Sankt Oswald-Möderbrugg | 5.603,63 | 1175 | 20,97 | 47.690 |
| 7 | 6 08 05 (6 20 10) | Хоэнтауэрн | Hohenthauern | 9.257,89 | 456 | 4,93 | 203.024 |
| - | 6082 (6081, 6201) | Юденбург (часть) | Judenburg (Teil) | 49.719,30 | 4.459 | 8,97 | 111.503 |

| Таблица 9. Состав бывшего судебного округа Оберцайринг по данным первой регистрационной переписи на 31.10.2011 г. (политические общины в новых границах) | Таблица 9. Состав бывшего судебного округа Оберцайринг по данным первой регистрационной переписи на 31.10.2011 г. (политические общины в новых границах) | Таблица 9. Состав бывшего судебного округа Оберцайринг по данным первой регистрационной переписи на 31.10.2011 г. (политические общины в новых границах) | Таблица 9. Состав бывшего судебного округа Оберцайринг по данным первой регистрационной переписи на 31.10.2011 г. (политические общины в новых границах) | Таблица 9. Состав бывшего судебного округа Оберцайринг по данным первой регистрационной переписи на 31.10.2011 г. (политические общины в новых границах) | Таблица 9. Состав бывшего судебного округа Оберцайринг по данным первой регистрационной переписи на 31.10.2011 г. (политические общины в новых границах) | Таблица 9. Состав бывшего судебного округа Оберцайринг по данным первой регистрационной переписи на 31.10.2011 г. (политические общины в новых границах) | Таблица 9. Состав бывшего судебного округа Оберцайринг по данным первой регистрационной переписи на 31.10.2011 г. (политические общины в новых границах) |
| № п/п | Идентифика-ционный код | Название политических общин | Немецкое название | Кадастровая площадь в 2015 г., га | Население, чел. | Плотность населения, чел./км² | Земле-обеспеченность, м²/чел. |
| --- | --- | --- | --- | --- | --- | --- | --- |
| 1 | 6 20 43 | Пёльс-Оберкурцхайм (часть) | Pöls-Oberkurzheim (Teil) | 2.916,02 | 711 | 24,38 | 41.013 |
| 2 | 6 20 44 | Пёльсталь | Pölstal | 27.015,00 | 2818 | 10,43 | 95.866 |
| 3 | 6 20 21 | Пустервальд | Pusterwald | 10.530,39 | 474 | 4,50 | 222.160 |
| 4 | 6 20 10 | Хоэнтауэрн | Hohenthauern | 9.257,89 | 456 | 4,93 | 203.024 |
| - | 6201 | Юденбург (часть) | Judenburg (Teil) | 49.719,30 | 4.459 | 8,97 | 111.503 |

| Таблица 10. Состав бывшего судебного округа Оберцайринг по данным первой регистрационной переписи на 31.10.2011 г. (кадастровые общины) | Таблица 10. Состав бывшего судебного округа Оберцайринг по данным первой регистрационной переписи на 31.10.2011 г. (кадастровые общины) | Таблица 10. Состав бывшего судебного округа Оберцайринг по данным первой регистрационной переписи на 31.10.2011 г. (кадастровые общины) | Таблица 10. Состав бывшего судебного округа Оберцайринг по данным первой регистрационной переписи на 31.10.2011 г. (кадастровые общины) | Таблица 10. Состав бывшего судебного округа Оберцайринг по данным первой регистрационной переписи на 31.10.2011 г. (кадастровые общины) | Таблица 10. Состав бывшего судебного округа Оберцайринг по данным первой регистрационной переписи на 31.10.2011 г. (кадастровые общины) | Таблица 10. Состав бывшего судебного округа Оберцайринг по данным первой регистрационной переписи на 31.10.2011 г. (кадастровые общины) | Таблица 10. Состав бывшего судебного округа Оберцайринг по данным первой регистрационной переписи на 31.10.2011 г. (кадастровые общины) | Таблица 10. Состав бывшего судебного округа Оберцайринг по данным первой регистрационной переписи на 31.10.2011 г. (кадастровые общины) |
| № п/п | Кадастровый номер | Название кадастровых общин | Немецкое название | Кадастровая площадь в 2015 г., м² | Население, чел. | Плотность населения, чел./км² | Земле-обеспеченность, м²/чел. | Политическая община |
| --- | --- | --- | --- | --- | --- | --- | --- | --- |
| 1 | 65601 | Бретштайн | Bretstein | 91.418.923,04 | 310 | 3,39 | 294.900 | Пёльсталь |
| 2 | 65603 | Мёдербругг | Möderbrugg | 19.648.947,47 | 682 | 34,71 | 28.811 | Пёльсталь |
| 3 | 65604 | Оберкурцхайм | Oberkurzheim | 14.242.130,47 | 324 | 22,75 | 43.957 | Пёльс-Оберкурцхайм |
| 4 | 65605 | Оберцайринг | Oberzeiring | 38.188.985,81 | 849 | 22,23 | 44.981 | Пёльсталь |
| 5 | 65606 | Пустервальд | Pusterwald | 105.303.899,71 | 474 | 4,50 | 222.160 | Пустервальд |
| 6 | 65607 | Санкт-Иоганн-Зоннзайте | St. Johann Sonnseite | 49.946.663,03 | 372 | 7,45 | 134.265 | Пёльсталь |
| 7 | 65608 | Санкт-Иоганн-Шаттзайте | St. Johann Schattseite | 34.559.058,35 | 112 | 3,24 | 308.563 | Пёльсталь |
| 8 | 65609 | Санкт-Освальд | St. Oswald | 36.387.375,83 | 493 | 13,55 | 73.808 | Пёльсталь |
| 9 | 65610 | Унтерцайринг | Unterzeiring | 14.918.115,97 | 387 | 25,94 | 38.548 | Пёльс-Оберкурцхайм |
| 10 | 65602 | Хоэнтауэрн | Hohenthauern | 92.578.882,39 | 456 | 4,93 | 203.024 | Хоэнтауэрн |
| - | 656 | Мурталь (часть) | Murtal (Teil) | 497.192.982,07 | 4.459 | 8,97 | 111.503 | - |

## Лицензия
- Лицензия: Namensnennung 3.0 Österreich (CC BY 3.0 AT) (нем.)
- Лицензия (Штирия):  «Datenquelle: CC-BY-3.0: Land Steiermark — data.steiermark.gv.at» (нем.)